# Aplopsis spadix
Aplopsis spadix är en skalbaggsart som beskrevs av Britton 1957. Aplopsis spadix ingår i släktet Aplopsis och familjen Melolonthidae. Inga underarter finns listade i Catalogue of Life.